# Meslay, Calvados

Meslay este o comună în departamentul Calvados, Franța. În 1 ianuarie 2022 avea o populație de 344 de locuitori.